# Sălățig (gmina)
Sălățig (wymowaⓘ) – gmina w Rumunii, w okręgu Sălaj. Obejmuje miejscowości Bulgari, Deja, Mineu, Noțig i Sălățig. W 2011 roku liczyła 2913 mieszkańców.